# Landtagswahl in Salzburg 2018
- SPÖ: 8
- GRÜNE: 3
- NEOS: 3
- ÖVP: 15
- FPÖ: 7

Die Landtagswahl in Salzburg 2018 fand am 22. April 2018 statt. Aus der Wahl ging die Salzburger Volkspartei (ÖVP) wie bereits 2013 als Siegerin hervor. Dank starker Gewinne konnte die ÖVP auf 37,8 % zulegen und den Vorsprung auf die Sozialdemokratische Partei Österreichs (SPÖ), die auf 20,0 % der Stimmen zurückfiel, deutlich ausbauen. Die Freiheitliche Partei Österreichs (FPÖ) gewann leicht dazu und steigerte sich auf 18,8 %. Die Grünen Salzburg (GRÜNE) fielen auf den vierten Platz zurück und halbierten sich auf nur noch 9,3 %. Die NEOS – Das Neue Österreich und Liberales Forum (NEOS) zogen mit 7,3 % erstmals in den Landtag ein, während die Freie Partei Salzburg knapp am Einzug scheiterte. Auch die Salzburger Bürgergemeinschaft (MAYR), die Kommunistische Partei Österreichs (KPÖ) und die Christliche Partei Österreichs (CPÖ) verfehlten den Einzug in den Landtag.

## Voraussetzungen

### Ausgangslage
Bei der Landtagswahl in Salzburg 2013 hatte die SPÖ unter Landeshauptfrau Gabi Burgstaller in Folge des Salzburger Spekulationsskandal mit Swap-Geschäften massiv an Stimmen verloren und war mit 23,8 % hinter die ÖVP auf den zweiten Platz gerutscht. Burgstaller legte daraufhin alle ihre Ämter nieder. Die ÖVP unter Wilfried Haslauer erlitt ebenfalls starke Verluste, konnte jedoch mit 29,0 klar den ersten Platz belegen. In der Folge bildete Haslauer zusammen mit den Grünen unter Astrid Rössler, die ihre Stimmen auf 20,2 % mehr als verdoppeln hatten können, sowie dem Team Stronach unter Hans Mayr (8,3 %) die Landesregierung Haslauer jun. I. Mayr war 2013 aus der ÖVP ausgetreten und war Obmann des Team Stronach Salzburg geworden. Mayr trat 2015 aus dem Team Stronach aus und gründete 2016 die Salzburger Bürgergemeinschaft. Auf Grund einer Affäre wegen Parteispenden von Baufirmen musste Mayr jedoch 2016 als Wohnbaulandesrat zurücktreten. ÖVP und Grüne konnte in der Folge dank der Unterstützung des wilden Abgeordneten Otto Konrad weiterregieren. Des Weiteren im Salzburger Landtag war die FPÖ vertreten, die mit 17,0 % gegenüber 2009 Gewinne hatte verbuchen können. Landesparteiobmann Karl Schnell überwarf sich jedoch 2015 mit Bundesparteiobmann Heinz-Christian Strache und wurde aus der Partei ausgeschlossen. Während Schnell durch Andreas Schöppl als Landesparteiobmann abgelöst wurde, gründete Schnell die Freie Partei Salzburg.

### Zeitlicher Ablauf
Die Kundmachung über die Ausschreibung der Wahl des Salzburger Landtages erfolgte am 1. Februar 2018 im Landesgesetzblatt. Als Stichtag wurde der 8. Februar festgelegt. In der Folge wurden zwischen dem 12. März und dem 16. März 2018 die Wählerverzeichnisse in allgemein zugänglichen Amtsräumen aufgelegt, wobei die Wählerverzeichnisse innerhalb der Einsichtfrist beeinsprucht werden konnten. Die Bezirkswahlvorschläge mussten von den Parteien bis zum 14. März (13:00 Uhr) bei der Landeswahlbehörde eingereicht werden, am 26. März erfolgte deren Veröffentlichung. Für die Einbringung der Landeswahlvorschläge blieb den Parteien bis zum 17. April (13:00 Uhr) Zeit. Nachdem die Wahlberechtigten bis zum 19. April einen Antrag auf Ausstellung einer Wahlkarte bei der Gemeinde einreichen konnten, wurde die Landtagswahl am 22. April 2018 durchgeführt. Während die im Sprengel eingetroffenen Wahlkarten noch am Wahlabend mitausgezählt wurden, erfolgte die Ermittlung der Wahlkartenstimmen bei der Bezirkswahlbehörde am 25. April ab 14:00 Uhr.

### Wahlrecht
Die Landtagswahl 2018 wurde nach der „Salzburger Landtagswahlordnung 1998“ durchgeführt. Das aktive Wahlrecht bei der Landtagswahl 2018 besaßen all jene Personen, die spätestens am Wahltag das 16. Lebensjahr vollendet hatten, die österreichische Staatsbürgerschaft besaßen und über einen Hauptwohnsitz in Salzburg verfügten. Zudem durften die Personen vom Wahlrecht nicht ausgeschlossen sein. Ein Ausschluss vom Wahlrecht bestand, wenn ein inländisches Gericht einen Bürger vom Wahlrecht zum Nationalrat ausgeschlossen hatte. Passiv wahlberechtigt waren bei der Landtagswahl 2018 alle österreichischen Staatsbürger mit Hauptwohnsitz in Salzburg, soweit sie am Wahltag das 18. Lebensjahr vollendet hatten und nicht vom Wahlrecht ausgeschlossen waren.

### Wahlgang
Die Stimmabgabe bei der Landtagswahl erfolgte entweder im Wahllokal des Sprengels, in dessen Wählerverzeichnis der Stimmberechtigte eingetragen war, oder per Wahlkarte. Erstmals schlossen die letzten Wahllokale um 16 Uhr. Die Wahlkarte konnte in jener Gemeinde mündlich oder schriftlich beantragt werden, in der der Stimmberechtigte im Wählerverzeichnis eingetragen war. Der Antrag musste spätestens am dritten Tag vor dem Wahltag bei der Gemeinde eingelangt sein. Auslandssalzburger waren im Gegensatz zur Nationalratswahl bzw. oder Landtagswahlen in manch anderen Bundesländern nicht wahlberechtigt. Die ausgefolgte Wahlkarte konnte in der Folge für die Briefwahl oder für die Stimmabgabe im eigenen oder außerhalb des eigenen Wahlsprengels verwendet werden. Für die Briefwahl musste die Wahlkarte jedoch bis zum Schließen des letzten Wahllokals in der Gemeinde bei der zuständigen Gemeindewahlbehörde einlangen. Bei der Briefwahl musste der Absender auf der Wahlkarte zudem mit seiner Unterschrift eidesstattlich erklären, dass er den Stimmzettel persönlich, unbeobachtet und unbeeinflusst ausgefüllt hatte.

## Wahlwerbende Parteien (Listenname und Kurzbezeichnung)

### Landeshauptmann Dr. Wilfried Haslauer – Salzburger Volkspartei (ÖVP)
Die Salzburger Volkspartei schickte den amtierenden Landeshauptmann Wilfried Haslauer als Spitzenkandidaten in die Landtagswahl. Haslauer setzte sich als Ziel, zumindest jede dritte Stimme für die Volkspartei zu gewinnen und nach der Wahl mit nur einem Partner in eine Koalitionsregierung auszukommen. Als zentrale Themen des Wahlprogramms wurden im Februar 2018 Wirtschaft und Arbeit, Bildung und Zukunft sowie Lebensqualität und Sicherheit präsentiert.

### Sozialdemokratische Partei Österreichs (SPÖ)
Für die Salzburger Sozialdemokraten trat Landesparteiobmann Walter Steidl als Spitzenkandidat an. Er formulierte kein konkretes Wahlziel für seine Partei, setzte sich jedoch eine „Zugewinn an Vertrauen und Stimmen“ als Ziel und gab als weitere Ziele das Halten des zweiten Platzes vor der FPÖ sowie den Wiedereinzug in die Landesregierung aus. In seinem Wahlprogramm „Rückhalt, Sicherheit und ein gutes Leben“ setzte Steidl auf „sozialen Rückhalt“ und „Sicherheit in allen Lebenssituationen“.

### Die Grünen – Die Grüne Alternative – Astrid Rössler (GRÜNE)
Die Grünen Salzburg kürten Landeshauptmann-Stellvertreterin Astrid Rössler nach der erfolgreichen Wahl 2013 erneut zur Spitzenkandidatin. Bei der Wahl 2013 hatten die Grünen dank Rösslers Aufdeckarbeit im Salzburger Finanzskandal starke Gewinne einfahren können, nun mussten sie jedoch nach dem Ausscheiden der Grünen aus dem Nationalrat bei der Nationalratswahl 2017 um den Wiedereinzug in den Landtag bangen. Als Ziel wurde daher ein möglichst starkes Ergebnis angestrebt um die Landesregierung mit der ÖVP fortsetzen zu können. In ihrem Wahlprogramm „Aus Verantwortung für Salzburg“ setzten die Grünen auf die Erhaltung der Lebensqualität durch die Förderung nachhaltiger Wirtschaft, den Schutz von Umwelt, Natur und Klima, Investitionen in öffentlichen Verkehr und Bildung sowie die soziale Absicherung.

### Freiheitliche Partei Salzburg (FPÖ)
In der FPÖ Salzburg hatte Marlene Svazek 2016 die Funktion der Landesparteiobfrau von Andreas Schöppl übernommen. Svazek war bereits bei der Nationalratswahl 2017 als Salzburger Spitzenkandidatin ins Rennen gegangen und wirkte in der Folge als Abgeordnete zum Nationalrat. Trotz der Abspaltung der Freien Partei Salzburg unter Karl Schnell setzte sich Svazek das Überspringen der 20-Prozent-Marke sowie das Überholen der SPÖ als Ziel für die Landtagswahl. Zudem strebte Svazek den Einzug in die Salzburger Landesregierung an.

### Liste Dr. Karl Schnell – Freie Partei Salzburg (FPS)
Die Freie Partei Salzburg ging mit Parteigründer Karl Schnell als Spitzenkandidat in die Wahl. Ziel war der Einzug in den Landtag.

### Neos – das neue Salzburg (NEOS)
Für NEOS ging der Nationalratsabgeordnete Sepp Schellhorn als Spitzenkandidat ins Rennen. Ziel bei der Landtagswahl war für die bisher nicht im Landtag vertretene Partei der „gesicherter Einzug“ in den Salzburger Landtag sowie das Erreichen des Klubstatus. Schellhorn kündigte auch an, Landesrat werden zu wollen, anderenfalls jedoch im Nationalrat zu verbleiben. In ihrem Wahlprogramm setzten NEOS auf die 9 ½ Punkte Transparenz, Bürokratieabbau, Wohnen, Öffentlicher Verkehr, Versorgung, Bildung, Infrastruktur und Kinderbetreuung. Das Motto „Geht ned, gibt's ned"“ stellte dabei den 9 ½ten Punkt dar.

### Kommunistische Partei Österreichs und Plattform Plus – offene Liste (KPÖ)
Die Kommunistische Partei Österreichs kandidierte bei der Landtagswahl nur in den Landtagswahlkreisen Salzburg Stadt und Salzburg-Umgebung an. Damit trat die Partei jedoch im Gegensatz zur Wahl 2013, wo sie nur in der Stadt Salzburg kandidiert hatte, in zwei statt einem Wahlkreis an. Für die Landtagswahl selbst rechnete sich die KPÖ selbst keine reellen Chancen aus, vielmehr wurde das Antreten als Auftakt für die Gemeinderatswahl in der Stadt Salzburg 2019 gesehen, wo der KPÖ zuletzt nur wenige Stimmen auf ein Mandat gefehlt hatte. In ihren Plakatsujets thematisierte die KPÖ die Themen öffentlichen Wohnbau, Verkehr sowie „den besorgniserregenden Rechtsruck“.

### Liste Hans Mayr – Sbg – die Salzburger Bürgergemeinschaft (MAYR)
Hans Mayr, ehemals Bürgermeister der Gemeinde Goldegg im Pongau und Landesrat, gründete nach seinem Austritt aus dem Team Stronach 2016 die Salzburger Bürgergemeinschaft. Er trat mit dem Ziel an, in den Salzburger Landtag einzuziehen. Unter dem Moto „Zuhören, verstehen, umsetzen“ setzte Mayr im Wahlkampf auf die Themen Verkehr, Wohnbau, Volkskultur & Ehrenamt, Familie & Bildung sowie Wirtschaft.

### Christliche Partei Österreichs (CPÖ)
Die Christliche Partei Österreichs reichte lediglich für den Landtagswahlkreis Flachgau einen Wahlkreisvorschlag ein. Einziger Kandidat war hier der Informatiker und Kommunikationstechniker Norbert Josef Huber aus Neumarkt.

## Ergebnisse

### Gesamtergebnis

Mehrheiten in den Gemeinden

|          | Ergebnisse 2018 | Ergebnisse 2018 | Ergebnisse 2018 | Ergebnisse 2013 | Ergebnisse 2013 | Ergebnisse 2013 | Differenzen | Differenzen | Differenzen |
| -------- | --------------- | --------------- | --------------- | --------------- | --------------- | --------------- | ----------- | ----------- | ----------- |
|          | Stimmen         | %               | Mand.           | Stimmen         | %               | Mand.           | Stimmen     | %           | Mand.       |
| Gesamt   | 253.409         | 65,0 %          | 36              | 276.597         | 71,0 %          | 36              | −23.188     | −6,0 %      | ±0          |
| Ungültig | 2.870           | 1,1 %           |                 | 10.107          | 3,7 %           |                 | −7.237      | −2,6 %      |             |
| Gültig   | 250.539         | 98,9 %          |                 | 266.490         | 96,3 %          |                 | −15.951     | +2,6 %      |             |
| Partei   |                 |                 |                 |                 |                 |                 |             |             |             |
| ÖVP      | 94.642          | 37,8 %          | 15              | 77.312          | 29,0 %          | 11              | +17.279     | +8,8 %      | +4          |
| SPÖ      | 50.175          | 20,0 %          | 8               | 63.460          | 23,8 %          | 9               | −13.309     | −3,8 %      | −1          |
| FPÖ      | 47.194          | 18,8 %          | 7               | 45.387          | 17,0 %          | 6               | +1.790      | +1,8 %      | +1          |
| GRÜNE    | 23.337          | 9,3 %           | 3               | 53.779          | 20,2 %          | 7               | −30.466     | −10,9 %     | −4          |
| NEOS     | 18.225          | 7,3 %           | 3               | n.k.            | n.k.            | n.k.            | +18.208     | +7,3 %      | +3          |
| FPS      | 11.386          | 4,5 %           | -               | n.k.            | n.k.            | n.k.            | +11.381     | +4,5 %      | ±0          |
| MAYR     | 4.385           | 1,7 %           | -               | n.k.            | n.k.            | n.k.            | +4.380      | +1,7 %      | ±0          |
| KPÖ      | 1.014           | 0,4 %           | -               | 879             | 0,3 %           | -               | +134        | +0,1 %      | ±0          |
| CPÖ      | 181             | 0,1 %           | -               | n.k.            | n.k.            | n.k.            | +181        | +0,1 %      | ±0          |
| TEAM     | n.k.            | n.k.            | n.k.            | 22.217          | 8,3 %           | 3               | −22.217     | −8,3 %      | −3          |
| PIRAT    | n.k.            | n.k.            | n.k.            | 3.456           | 1,3 %           | -               | −3.456      | −1,3 %      | ±0          |

## Umfragen
Auf die Frage, welche Partei die Salzburger wählen würden, wäre am kommenden Sonntag Landtagswahl, antworteten die Befragten wie folgt:

### Sonntagsfrage
Hinweis: Die statistische Schwankungsbreite (Abweichung) beträgt zwischen 3 und 5 Prozent.
| Institut         | Datum      | ÖVP   | SPÖ   | GRÜNE | FPÖ   | NEOS | MAYR    | FPS | Sonst. |
| ---------------- | ---------- | ----- | ----- | ----- | ----- | ---- | ------- | --- | ------ |
| IMAS             | 29.03.2018 | 32–35 | 24–26 | 14–17 | 16–18 | 6    | –       | –   | n. a.  |
| GMK              | 17.03.2018 | 40    | 21    | 11    | 18    | 6    | 2       | 2   | 0      |
| IMAS             | 08.03.2018 | 31–33 | 23–25 | 14–16 | 18–20 | 7–9  | 0.5–1.5 | –   | –      |
| Hajek            | 25.02.2018 | 33–41 | 18–24 | 7–11  | 20–26 | 5–9  | 1       | 1   | 1      |
| GMK              | 20.12.2017 | 41    | 18    | 11    | 16    | 5    | 5       | 3   | 1      |
| IMAS             | 14.12.2017 | 35    | 21    | 15    | 16    | 9    | 1.5     | 1   | 1.5    |
| Jaksch & Partner | 14.12.2017 | 34    | 23    | 10    | 24    | 8    | 1       | 1   | 0      |
| Hajek            | 21.04.2017 | 32    | 16    | 14    | 25    | 7    | 1       | 4   | 1      |
| IMAS             | 15.02.2017 | 32    | 20    | 15    | 22    | 6    | 2.5     | 1.5 | 1      |
| GMK              | 20.12.2016 | 38    | 12    | 19    | 21    | 2    | 4       | 4   | –      |
| Hans Paischer    | 24.05.2016 | 28    | 16    | 18    | 26    | 5    | –       | 3   | 4      |
| GMK              | 16.12.2015 | 42    | 21    | 14    | 17    | 3    | –       | –   | 1      |
| IGF              | 27.06.2015 | 29    | 18    | 16    | 22    | 8    | –       | 4   | 2      |
| IGF              | 20.06.2015 | 32    | 22    | 21    | 19    | 2    | –       | –   | 4      |
| IMAS             | 04.06.2015 | 32    | 20    | 20    | 19    | 6    | –       | –   | 2.5    |
| Market           | 07.05.2015 | 31    | 21    | 20    | 18    | 2    | –       | –   | 4      |
| GMK              | 17.12.2014 | 41    | 20    | 15    | 16    | 5    | –       | –   | 1      |
| GMK              | 18.12.2013 | 27    | 24    | 22    | 17    | 6    | –       | –   | 4      |

## Folgen
Wahlsieger Wilfried Haslauer von der ÖVP begann nach der Landtagswahl Sondierungsgespräche mit allen im Landtag vertretenen Parteien. Als mögliche Koalitionsvarianten standen eine ÖVP/SPÖ-Regierung, eine ÖVP/FPÖ-Regierung bzw. eine Dreierkoalition aus ÖVP, Grünen und NEOS im Raum.  Am 2. Mai stimmte das Präsidium der Salzburger Volkspartei schließlich dafür, mit den Grünen und NEOS über die Bildung einer Regierungskoalition zu verhandeln. Haslauer begründete diesen Schritt damit, eine „politische Allianz der Mitte zu schmieden“. Bundeskanzler Sebastian Kurz war hingegen für eine Koalition mit der FPÖ eingetreten. Bereits nach der Wahl war Astrid Rössler nach den starken Verlusten der Grünen aus allen Funktionen zurückgetreten. Durch die Verluste verloren die Grünen auch ein Bundesratsmandat und das Anfragerecht im Bundesrat. Rössler wurde jedoch von der Partei ersucht, ihre Funktion noch bis zur nächsten Landesversammlung im Juni 2018 auszuüben und an den Koalitionsverhandlungen mit ÖVP und NEOS mitzuwirken. Nach der Wahl kündigte auch Karl Schnell seinen Rückzug aus der FPS für September 2018 an. Er wird sich nach der Gemeinderatswahl 2019 gänzlich aus der Politik zurückziehen und bis dahin sein Amt als Vizebürgermeister von Saalbach-Hinterglemm ausüben.